# Moon (Pennsylvania)
Moon  è una township degli Stati Uniti d'America, nella contea di Allegheny nello Stato della Pennsylvania. Secondo il censimento del 2000 la popolazione è di 22.290 abitanti.

## Società

### Evoluzione demografica
La composizione etnica vede una prevalenza della razza bianca (93,17%) seguita da quella afroamericana (3,58%).
| township di Moon Popolazione |        |
| 2000                         | 5.265  |
| Stima al 01-07-07            | 22.696 |